# No Title as of 13 February 2024 28,340 Dead
No Title as of 13 February 2024 28,340 Dead (stilizzato tutto maiuscolo e tra virgolette) è l'ottavo album in studio della band post-rock canadese Godspeed You! Black Emperor, pubblicato il 4 ottobre 2024 da Constellation Records.

## Contenuto e Pubblicazione
Il titolo si riferisce al numero segnalato di morti palestinesi a causa degli attacchi israeliani avvenuti tra il 7 ottobre 2023 e il 13 febbraio 2024 durante l'invasione israeliana di Gaza, secondo il ministero della Sanità di Gaza. In una dichiarazione di annuncio dell'album, la band ha proclamato: «Nessun titolo = quali gesti hanno senso mentre cadono piccoli corpi? Quale contesto? Quale melodia spezzata? E poi un conteggio e una data per segnare un punto sulla linea, il processo negativo, il mucchio crescente».
Nel febbraio 2024, la band ha presentato in anteprima tre nuove canzoni al Knockdown Center di New York e il 27 agosto 2024, durante un tour del Nord America ha annunciato, assieme a nuove date per il 2025, il nuovo album con la contestuale pubblicazione del singolo Grey Rubble – Green Shoots, progettato e mixato da Jace Lasek e masterizzato da Harris Newman.

## Accoglienza
Secondo l'aggregatore di recensioni Metacritic, l'album ha un punteggio medio ponderato di 77 su 100 da 7 punteggi della critica, indicando recensioni «generalmente favorevoli». Far Out l'ha nominato album della settimana, definendolo «un capolavoro politicamente carico». Slant Magazine ha assegnato all'album 3 stelle su 5 e ha affermato che «l'adesione di Godspeed alla formula mina il potere viscerale che, per decenni, è stato centrale nel loro fascino». The Guardian ha definito l'uscita «potentemente brillante» e ha detto che la band «ha realizzato una colonna sonora urgente per un mondo incerto e pericoloso». BrooklynVegan ha detto che l'album «ha la cruda urgenza di un album che è nato in modo rapido e intuitivo, sia come risposta che come colonna sonora alla tragedia di massa in corso, ed è travolgente come qualsiasi dei migliori dischi di Godspeed». The Skinny ha definito l'album «l'incarnazione della musica come arte», notando la sua strumentazione deformata e rumorosa. La recensione ha evidenziato l'allontanamento della band dall'influenza aziendale, dalle strutture tradizionali delle canzoni e dalle lunghezze delle tracce guidate da algoritmi, consentendo loro di trasmettere un messaggio senza compromessi.

## Tracce
1. Sun Is a Hole Sun Is Vapors – 5:32
2. Babys in a Thundercloud – 13:37
3. Raindrops Cast in Lead – 13:18
4. Broken Spires at Dead Kapital – 3:35
5. Pale Spectator Takes Photographs" – 11:18
6. Grey Rubble – Green Shoots" – 6:53